# Cercocebus atys
El mangabey gris (Cercocebus atys) es una especie de primate catarrino de la familia Cercopithecidae que habita las regiones ecuatoriales entre Senegal y Ghana.
La capa es gris oscura o negra, de aspecto sucio. Unos 8 kg de peso. Formas esbeltas, con largas patas.
Es una especie arborícola, de hábitos diurnos, se mueve por las selvas primarias o secundarias, los bosques de galería o los manglares, en tropas numerosas, de hasta 100 individuos. Es un omnívoro que prefiere los frutos y semillas, pero aprovecha otras clases de alimentos, como hojas o pequeños animales. Es cazado con frecuencia para consumo humano en las regiones que habita, lo que ha provocado su escasez en muchas áreas, aunque sigue siendo abundante, sobre todo en Sierra Leona, Liberia y el oeste de Costa de Marfil.

## Subespecies
Se reconocen dos subespecies, tratadas a menudo como subespecies de Cercocebus torquatus
- Cercocebus atys atys
- Cercocebus atys lunulatus

## Enfermedades
Se cree que una cepa del virus de inmunodeficiencia simiana (VIS) se trasmitió de esta especie a los humanos para convertirse en el virus HIV-2. La variedad HIV-1 provino de la cepa del VIS del chimpancé. 
El mangabey gris también puede contraer lepra, como los humanos, el armadillo de nueve bandas, el chimpancé y el macaco cangrejero.